# Teatro dell'Opera e del Balletto di Leopoli
Il Teatro Accademico Nazionale di Opera e Balletto di Leopoli Solomija Krušel'nyc'ka (in ucraino Львівський Національний академічний театр опери та балету імені Соломії Крушельницької?, L'vivs'kyj Nacional'nyj akademičnyj teatr opery ta baletu imeni Solomiï Krušel'nyc'koï), oppure Opera di Leopoli (in ucraino Львівська оперa?, L'vivs'ka opera; in polacco Opera Lwowska), è un celebre teatro lirico situato nel centro storico di Leopoli in Ucraina, ed uno dei suoi massimi monumenti storico-culturali. Originariamente l'Opera di Leopoli si trovava sull'ex palude del fiume sommerso di Poltva poi è stata spostata in viale della Libertà (o Freedom Avenue, in ucraino Проспект Свободи), il fulcro alberato del centro storico di Leopoli, Patrimonio dell'umanità UNESCO situato nel distretto di Halych della città.

## Storia
Secondo l'iscrizione nell'atrio del teatro, l'edificio è stato costruito tra il 1897 e il 1900 ed è rimasto in piedi durante diversi cambiamenti nella storia. Originariamente costruito quando Leopoli era la capitale della provincia autonoma della Galizia nell'Impero austro-ungarico, l'Opera di Leopoli (in tedesco: Lemberger Oper) sorgeva prima alla fine del viale Carlo Ludovico d'Asburgo-Lorena, fu poi conosciuta come il "Grand Theatre" (Teatr Wielki) della Seconda Repubblica di Polonia e durante, il periodo del dominio sovietico, entrando i promotori passavano davanti a una torreggiante statua di Vladimir Lenin. Per quattro decenni il teatro fu conosciuto come Teatro Accademico Statale dell'Opera e del Balletto di Leopoli Ivan Franko, essendo stato ribattezzato nel 1956 in onore del famoso poeta e attivista politico della città nel centenario della sua nascita. Nel 2000, l'Opera di Leopoli ha celebrato il proprio centenario con un altro nome, questa volta in onore di una delle figlie native della città, Solomija Krušel'nyc'ka, un rinomato soprano dell'inizio del XX secolo.
Alla fine del XIX secolo i leader locali sentivano la necessità di un grande teatro cittadino situato nella capitale della Galizia (Galicja). Nel 1895, la città annunciò un concorso di progettazione architettonica, che attirò un gran numero di candidature. Tra i partecipanti c'erano i famosi architetti viennesi Fellner & Helmer, il cui progetto fu in quanto troppo internazionale ed eclettico.
Una giuria indipendente scelse il progetto di Zygmunt Gorgolewski, laureato all'Accademia di architettura di Berlino e direttore dell'Accademia di Ingegneria della città. Gorgolewski sorprese piacevolmente la giuria progettando di collocare l'edificio nel centro della città, nonostante l'area fosse già densamente edificata. Per risolvere il problema dello spazio, propose audacemente di racchiudere il fiume Poltva nel sottosuolo e, invece di utilizzare delle fondamenta tradizionali, utilizzò per la prima volta in Europa una base in cemento armato.
Nel giugno 1897 fu posta la pietra angolare. Gorgolewski curò la costruzione, lo scavo e la progettazione, avvalendosi dei principali muratori della città e non solo. Dove possibile furono utilizzati materiali locali, ma gli elementi in marmo furono fabbricati a Vienna, teli speciali per la pittura del foyer furono importati dal Belgio. La ditta austriaca Siemens si occupò dell'impianto elettrico e delle luci, mentre la meccanizzazione idraulica del palcoscenico fu realizzata dall'azienda polacca di officina ferroviaria di Sanok.
La costruzione continuò per tre anni. I finanziamenti provenivano dalla città, dalle comunità circostanti e da donazioni volontarie. Il costo dei lavori fu di 2,4 milioni di corone austriache.
Restano le fandonie che, nonostante le innovazioni ingegneristiche utilizzate da Gorgolewski per costruire le fondamenta dell'edificio, iniziò ad affondare lentamente a causa del fiume Poltva che scorreva sotto di esso in un tunnel. Nel luglio 1903 morì improvvisamente di paralisi dell'aorta del cuore. Dopo alcuni iniziali assestamenti, l'edificio cessò di "sprofondare" e rimane stabile fino ad oggi, grazie al design innovativo di Gorgolewski.

### La grande apertura
L'Opera di Leopoli aprì il 4 ottobre 1900. L'élite culturale, pittori, scrittori e compositori, oltre a delegazioni di vari teatri europei, presenziò ai festeggiamenti di apertura. Tra gli ospiti presenti alla cerimonia c'erano lo scrittore Henryk Sienkiewicz, il compositore Ignacy Jan Paderewski, il pittore Henryk Siemiradzki, il magistrato capo di Leopoli Godzimir Małachowski, il governatore provinciale Leon Piniński e il capo dell'assemblea provinciale Conte Stanisław Badeni. Una delegazione della città di Praga era guidata dal sindaco Vladimir Srb e dall'ex direttore del Teatro Nazionale di Praga František Adolf Šubert. A causa della recente morte dell'arcivescovo cattolico romano e greco-cattolico, l'edificio fu benedetto dall'arcivescovo armeno cattolico di Leopoli, Izaak Mikołaj Isakowicz, insieme al rabbino Ezechiel Caro e al pastore protestante Garfel.
Il gran gala di apertura quella sera includeva estratti da:
- Il balletto Baśń nocy świętojańskiej (Racconto di una notte di mezza estate) di Jan Kasprowicz e Seweryn Berson.
- L'opera Janek di Władysław Żeleński, sulla vita dei montanari dei Carpazi, con un'aria cantata dal tenore ucraino Oleksandr Myshuha, per il quale era stata scritta appositamente.
- Una commedia Odludki (Reclusi) di Aleksander Fredro.

## Stile architettonico

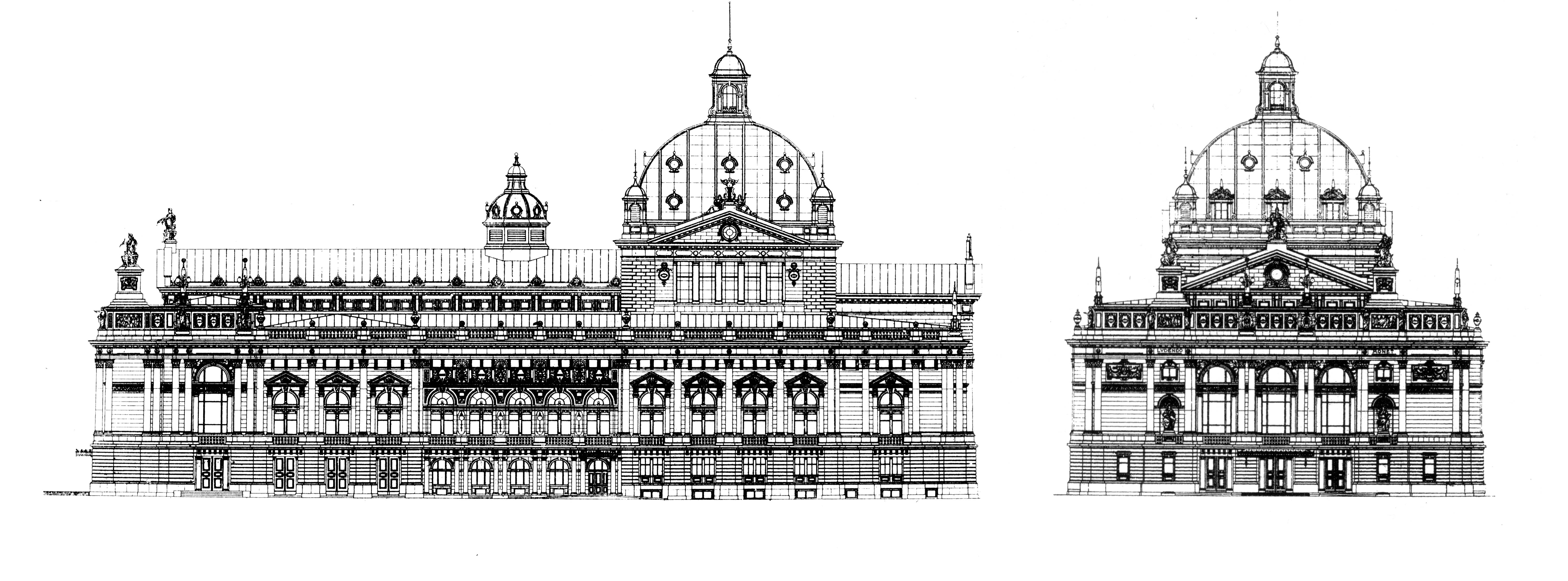
Il progetto di Gorgolewski per l'Opera di Leopoli.

Il Teatro dell'Opera e del Balletto di Leopoli è costruito secondo la tradizione classica utilizzando forme e dettagli di stile neorinascimentale e neobarocco. Ci sono anche elementi di Art Nouveau. Le modanature in stucco e i dipinti ad olio sulle pareti e sui soffitti dell'auditorium e del foyer a più livelli conferiscono un aspetto riccamente festoso. L'imponente facciata dell'Opera è riccamente decorata da numerose nicchie, colonne corinzie, lesene, balaustre, cornici, statue, rilievi e ghirlande in stucco. In nicchie su entrambi i lati dell'ingresso principale ci sono figure allegoriche che rappresentano la Commedia e la Tragedia scolpite da Antoni Popiel e Tadeusz Barącz; figure di muse impreziosiscono la sommità del cornicione. L'edificio è coronato da grandi statue di bronzo, che simboleggiano Gloria, Poesia e Musica.
Il teatro, splendidamente decorato all'interno e all'esterno, divenne il fulcro delle conquiste della scultura e della pittura dell'Europa occidentale alla fine del XIX secolo. La decorazione interna fu curata da alcuni dei più rinomati artisti polacchi dell'epoca. Tra questi c'erano Stanisław Wójcik (sculture allegoriche di Poesia, Musica, Fama, Fortuna, Commedia e Tragedia), Julian Markowski, Tadeusz Wiśniowiecki, Tadeusz Barącz, Piotr Wojtowicz (rilievo raffigurante lo stemma di Leopoli), Juliusz Bełtowski (bassorilievo di Gorgolewski) e Antoni Popiel (sculture di Muse che decorano la facciata).
Tra i pittori che decorarono l'interno c'erano Tadeusz Popiel (le scale), Stanisław Rejchan (la sala principale), Stanisław Dębicki, Stanisław Kaczor-Batowski e Marceli Harasimowicz (l'atrio). La squadra supervisionata dagli artisti sopra menzionati comprendeva altri pittori, tra cui Aleksander Augustynowicz, Ludwik Kohler, Walery Kryciński, Henryk Kuhn, Edward Pietsch, Zygmunt Rozwadowski, Tadeusz Rybkowski e Julian Zuber. Il sipario principale fu decorato da Henryk Siemiradzki.

## Galleria d'immagini

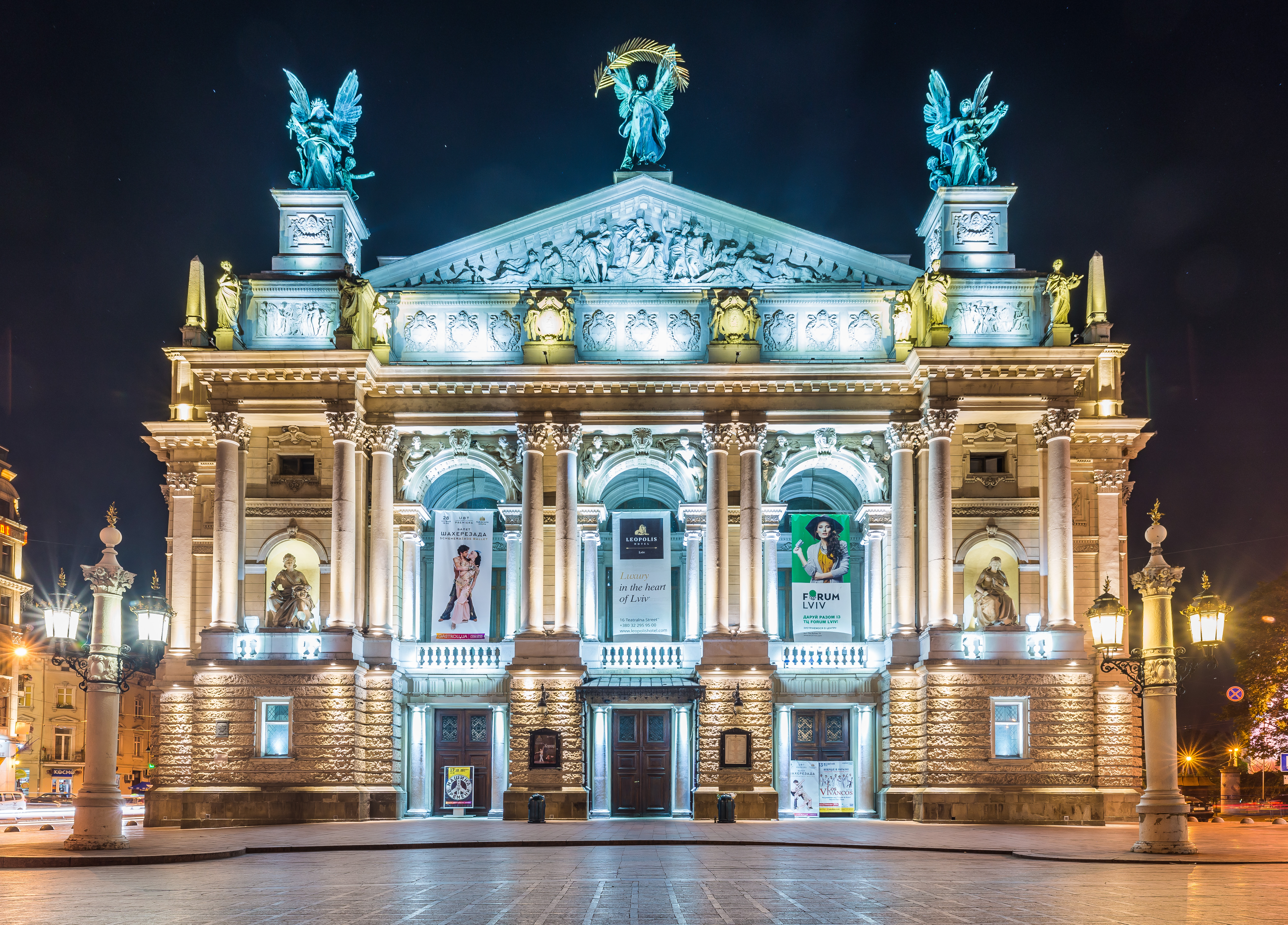
Teatro dell'Opera e del Balletto di Leopoli notte
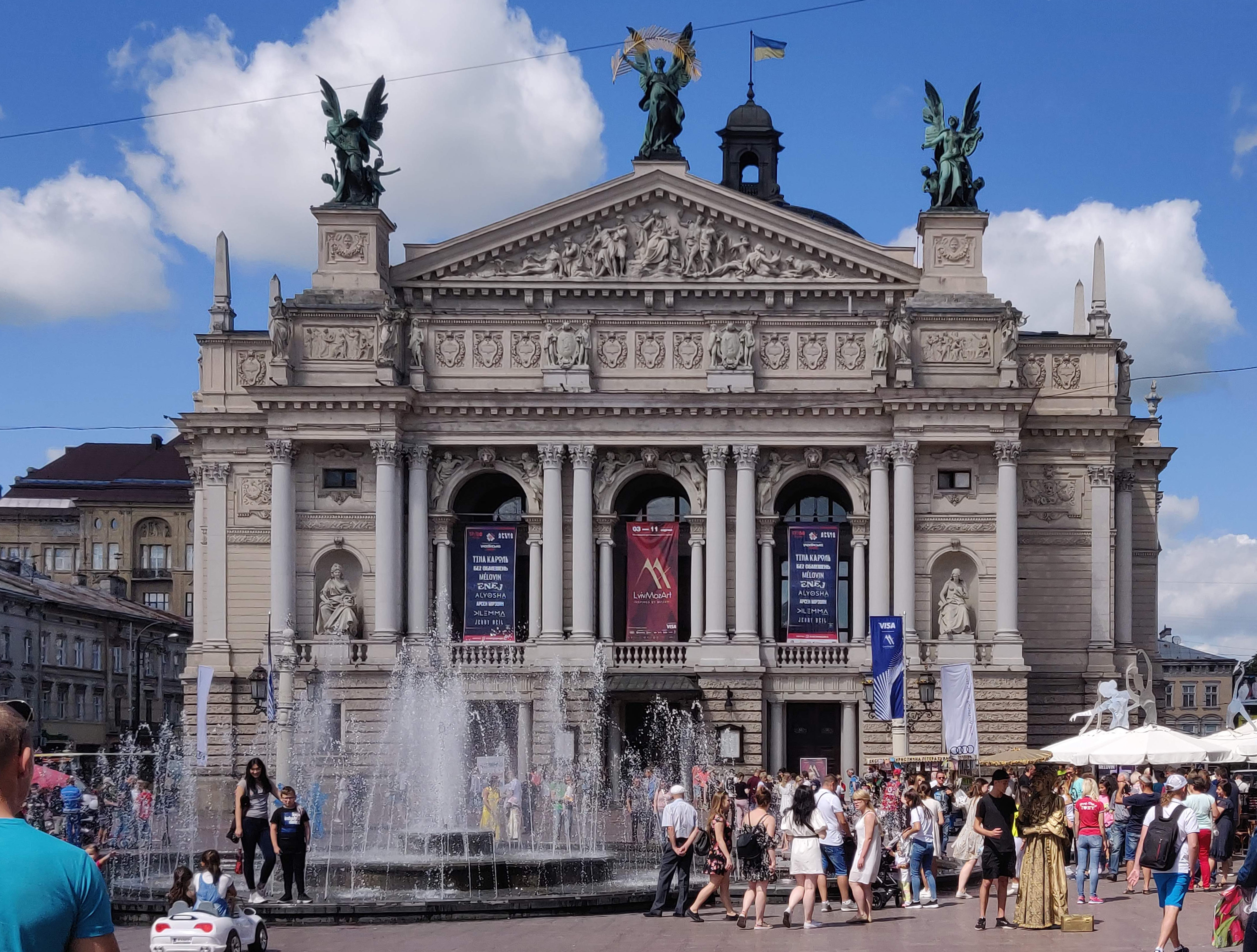
Teatro dell'Opera e del Balletto di Leopoli giorno
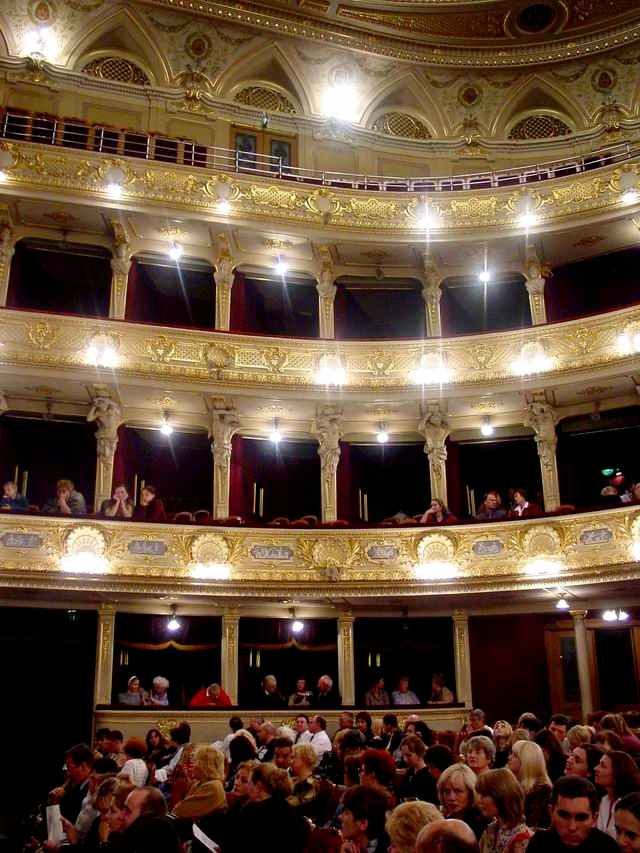
Opera di Leopoli, una vista dei palchi dalla platea.
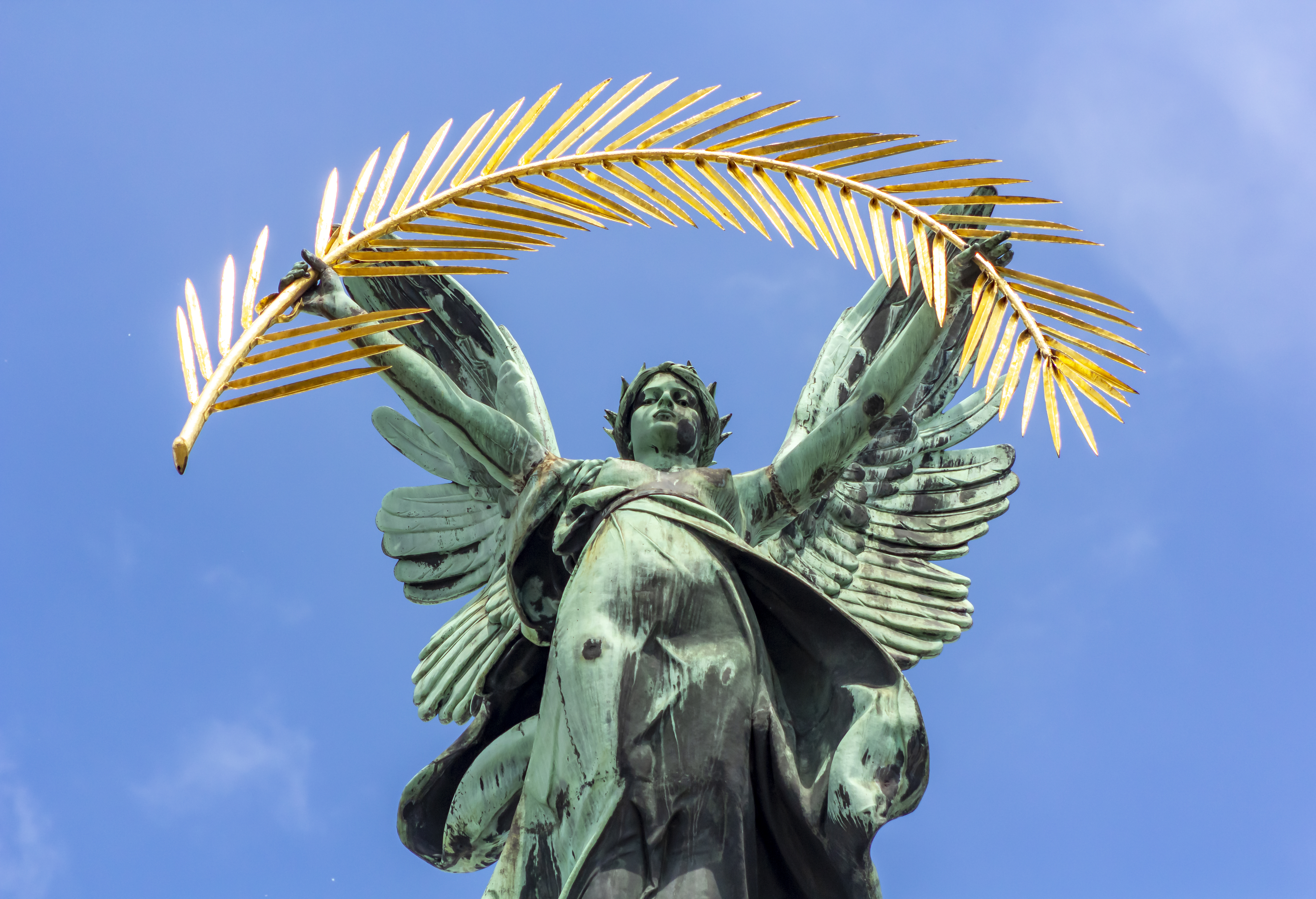
Gloria della Scultura nell'Opera di Leopoli.
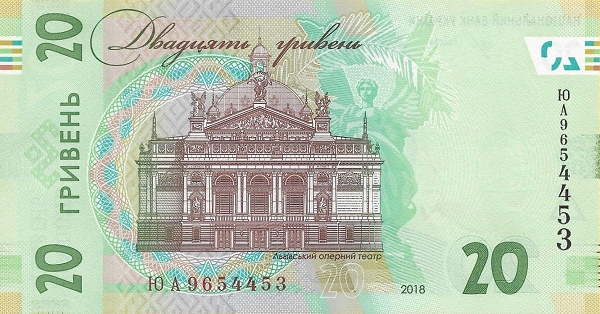
Il teatro sul retro della banconota da 20 grivna.

### Osservazioni
1. ↑  L'impero asburgico. Il mondo della monarchia austro-ungarica nelle fotografie originali 1840-1916 di Franz Hubmann, Vienna, 1971, attribuisce questo teatro a Fellner & Helmer.